# Cristina Gutiérrez
Cristina Gutiérrez Herrero (Burgos, España, 24 de julio de 1991) es una odontóloga y piloto de rally raid española. En 2017 se convirtió en la primera piloto de coches española en terminar el Rally Dakar. En 2021 fue la segunda mujer en la historia en ganar una etapa en el Rally Dakar, la primera española hexacampeona femenina del Campeonato de España de Rallyes Todo Terreno (CERTT) y, en 2015, subcampeona absoluta de la prueba. En 2021 se convirtió en la primera mujer en ganar la Copa Mundial de Rally Cross-Country de la FIA. En el Rally Dakar de 2022 se convierte en la primera española en subir a un podio del Dakar acabando en 3.ª posición y resultó campeona de la Extreme E con Sébastien Loeb.  En el Rally Dakar de 2024 se convierte en la segunda mujer de la historia en ganar el Rally Dakar tras Jutta Kleinschmidt en 2001.

## Trayectoria
Sus inicios en el mundo del motor fueron a los 6 años cuando sus padres le compraron una mini moto y a los 10 años cuando empezó a pilotar en kart.
La primera vez que Cristina participó en un rally todo terreno fue en 2010, donde habiendo cumplido la mayoría de edad participó en la Baja tierras del Cid en Burgos, llevando a su hermano mayor Gustavo como copiloto y con un Toyota Land Cruiser de la categoría 4x4 históricos. 
En la temporada 2015 consiguió ser subcampeona absoluta en el Campeonato de España de Rallyes Todo Terreno. A finales de ese mismo año, tras quedar tercera en las pruebas de selección celebrada en Catar, fue una de las seis pilotos y copilotos becadas por la Federación Internacional del Automóvil (FIA) para participar en el Sealine Crosscountry Rally 2016, de 17 al 22 de abril, una prueba puntuable de la Copa Mundial de Rally Cross-Country de la FIA, alzándose con la victoria de entre las seleccionadas. 
En 2017 debuta en el rally Dakar, convirtiéndose en la primera piloto de coches española en conseguir terminar el Dakar, quedando en la posición 44 de la clasificación general junto al copiloto Pedro López Chaves y pilotando un Mitsubishi Montero V80 de la categoría T1.S, y con el que también logró terminar la edición del 2018 junto al copiloto Gabi Moiset. Ese mismo año, 2017, Cristina participó por primera vez en una prueba de rallyes de tierra en el Rally isla de los volcanes celebrado en las Islas Canarias con un Mitsubishi Evo VIII.
En la Baja Aragón/Spain de 2018 Cristina se ponía por primera vez a los mandos de un vehículo prototipo en un rally, el Mitsubishi Eclipse Cross DKR del preparador francés Sodicars Racing, con el cual participaría en las siguientes dos ediciones del Rally Dakar, en 2019 y 2020, donde las mejoras  en el vehículo fueron llevadas a cabo por PMH Motorsport.
El 18 de septiembre de 2020 Cristina anuncia en redes sociales que Mitsubishi Motors España deja de patrocinarla tras anunciar la marca su decisión de abandonar el mercado europeo, perdiendo uno de sus apoyos más grandes en competición durante siete años.
Su gran oportunidad en la competición llegó en 2020, cuando recibió una oferta del equipo X-Raid Team, para participar en la primera edición del Andalucía Rally con un Mini All 4 Racing JCW, Cristina lo apostó todo en esa carrera y dio la sorpresa al lograr un 4º puesto de la general en la primera etapa del rally y finalizar la prueba en una 8ª posición de la clasificación general. Éstos resultados en el Andalucía Rally le sirvieron para que Lewis Hamilton se fijara en ella y la quisiera contratar para su equipo Team X44 de la Extreme E, dónde comparte volante con el campeón del WRC Sébastien Loeb.
A finales de 2020 Cristina anuncia que debido a la falta de patrocinadores no correrá el Rally Dakar de 2021, algo que cambiaría en cuestión de días ya que Sébastien Loeb, al enterarse de su situación durante la jornada de test de la Extreme E realizados en el circuito MotorLand Aragón, decide intermediar entre Cristina y Red Bull para conseguirle un volante dentro del equipo oficial del Rally Dakar, Red Bull Off-Road Junior Team USA, y que así pudiese participar en la edición del Dakar 2021, su quinta participación consecutiva, pero esta vez en una nueva categoría, los Side by side (SXS), a bordo de un OT3 de la categoría T3.1 de prototipos ligeros.
En el Rally Dakar de 2021 Cristina, junto al copiloto francés François Cazalet, ganó la primera etapa del Rally Dakar y convertirse en la primera mujer española en lograr una victoria de etapa y a su vez, en la segunda mujer en la historia del Rally Dakar que gana una etapa (la primera fue la alemana Jutta Kleinschmidt, ganadora de 10 etapas, además de vencedora absoluta en 2001 en la categoría de coches). Lamentablemente se vio obligada a abandonar después de que se rompiera la caja de cambios en el enlace inicial la octava etapa en la segunda parte de la etapa maratón, aunque pudo reengancharse en la novena etapa dentro de la modalidad "Dakar experience" y continuar el rally hasta el final fuera de la clasificación y tiempos oficiales.
En el Rally de Andalucía, la primera prueba puntuable de la FIA par la World Cup for Cross Country rally de la temporada 2021, logró su primera victoria en una prueba de campeonato del mundo al ganar en la categoría T3. En el Rally de Kazajistán volvió a ganar en la categoría T3 con una ventaja 41:03 minutos respecto al segundo clasificado pese a haberse roto dos vértebras en el kilómetro treinta de la quinta y última etapa, y completar los 230 kilómetros restantes con intensos dolores.
Después de dos meses llevando un corsé, Cristina se recuperó a tiempo para disputar la tercera cita del campeonato Extreme-E en Groenlandia, el Arctic X Prix. Junto a su compañero Sébastien Loeb y el Team X44 fueron los más rápidos durante todo el fin de semana, ganando la fase de clasificación y las semifinales. Un pinchazo en la final hizo que el equipo no pudiese optar a la victoria y quedar rezagados a un cuarto puesto en la carrera manteniendo la segunda plaza de la general en el campeonato Extreme-E.
Fuera del mundo del motor y de su profesión, odontóloga, aparece frecuentemente en las tertulias del podcast The Wild Project, dirigido por el youtuber Jordi Wild.  
El 3 de julio del 2023 se hizo oficial el fichaje de Cristina Gutiérrez en el equipo Dacia para el Rally Dakar 2025 junto a dos leyendas del automovilismo, el francés Sébastien Loeb y el catarí Nasser Al-Attiyah.
En el 2024 hace historia en el automovilismo al proclamarse campeona absoluta del Rally Dakar en la categoría challenger junto a su copiloto Pablo Moreno Huete a bordo de un Taurus T3 con el equipo Red Bull Off Road Junior Team USA by BF Goodrich. Cristina escribe de nuevo su nombre en la historia del automovilismo al convertirse en la segunda mujer que logra alzarse con la victoria absoluta en una categoría del Rally Dakar tras Jutta Kleinschmidt (2001).

## Palmarés
- Subcampeona absoluta del Campeonato de España de Rallies Todo Terreno (CERTT) en 2015.
- Campeona Femenina del SEALINE CROSS-CUNTRY RALLY (QATAR) en 2016.
- Hexacampeona Femenina del Campeonato de España de Rallies Todo Terreno (CERTT).
- Primera mujer española en terminar el Rally Dakar en coches.
- Primera mujer española en ganar una etapa del Rally Dakar.
- Segunda mujer en la historia del Rally Dakar que logra una victoria de etapa.
- Ganadora de la categoría T3 del Andalucía Rally 2021.
- Campeona absoluta de la Copa Mundial de Rally Cross-Country de la FIA en categoría T3 en 2021.
- Campeona de la Extreme-E junto a Sébastien Loeb en 2022.
- Campeona del Rally Dakar 2024 en categoría Challenger.

### 2010
- Rally TT Comarca del Condado (Jaén): 3ª categoría 4x4 históricos.
- Baja Tierras del Cid (Burgos): 4º categoría 4x4 históricos.

### 2011
- Baja tierras del Cid (Burgos): 2º mejor tiempo.
- Rally TT la Janda (Cádiz): 2ª categoría T2.2.
- Rally TT Baja Andalucía: 1ª piloto femenina.
- Baja Aragón/Spain: 7º categoría T2.2.

### 2012
- Campeona de España femenina de Rallyes Todo Terreno CERTT 2012.
- RallySprint Quintadueñas (Burgos): 1º categoría TT; 1º Scratch; 1ª piloto femenina.
- Baja Aragón/Spain: 2º clasificación general categoría T2.2; 1ª piloto femenina FIA.

### 2013
- Campeona de España femenina Rallies Todo Terreno CERTT 2013[18]
- Campeonato de España de Rallyes Todo Terreno (CERTT) 2013: 3º clasificación general absoluta categoría T2.2.
- Rally TT Baja Andalucía: 1ª piloto femenina.
- Baja Aragón/Spain: 1ª piloto femenina FIA.
- Rally TT Altas Tierras de Lorca: 1ª piloto femenina.

### 2014
- Campeona de España femenina de Rallies Todoterreno CERTT 2014[19]
- Campeonato de España de Rallyes Todo Terreno (CERTT) 2014: 7º clasificación general absoluta; 4º categoría T1 absoluta.
- Baja Aragón/Spain: 3º Mitsubishi Evo-Cup; 1ª piloto femenina FIA.
- Baja TT Altas Tierras de Lorca:
- Baja Tierras del Sur: 1ª piloto femenina.
- Rally TT Guadalajara: 7º clasificación general; 3º Mitsubishi Evo-Cup.

### 2015
- Campeonato de España de Rallyes Todo Terreno (CERTT) : 2º clasificación general absoluta (256 puntos); 1º clasificación general absoluta categoría T1; 2º Mitsubishi Evo-Cup.
- Campeona de España femenina del Rallyes Todo Terreno CERTT 2015.
- Becada por la FIA siendo una las tres mejores pilotos del mundo para correr el Sealine Cross Country 2016 en Catar.[20]
- 12 Horas TT Serón: 7º clasificación general; 2º Mitsubishi Evo-Cup..
- Rally TT Guadalajara: 3º clasificación general.[21]
- Baja Burgos: 2º clasificación general; 2º Mitsubishi Evo-Cup.[22]
- Baja Almanzora: 4º clasificación general, 2º Mitsubishi Evo-Cup.[23]
- Baja TT Tierras de Lorca, Rally Lorca: 3º Mitsubishi Evo-Cup.
- Baja Aragón/Spain: 2º Mitsubishi Evo-Cup; 1ª piloto femenina FIA.

### 2016
- Clasificada entre las tres primeras pilotos en el Campus FIA Catar, de las 9 pilotos finalistas ( seleccionada entre más de 180 candidatos del mundo).[20]
- Sealine Cross Country: Campeona de entre las tres pilotos seleccionadas (Prueba FIA).
- Rally TT Mar de Olivos: 20º clasificación general; 4ª Mitsubishi Evo-Cup.
- Rally TT Lleida Pirineus: 1ª piloto femenina.

### 2017
- Rally Dakar de 2017, 44.ª en la clasificación general y 6ª en la categoría T1.S. Equipo DKR Raid Service. Dorsal #360 (Paraguay, Bolivia y Argentina).
- Baja TT Dehesa de Extremadura: 3º Clasificación general; 1º categoría T1.N.
- Baja Aragón/Spain: 24º Clasificación general; 5º CERTT; 1º Evo Cup; 1ª Piloto femenina.
- Rally Isla de los volcanes: 13º Clasificación general.
- Rally TT Cuenca: 4º Clasificación general; 1º Evo Cup; 1ª Piloto femenina.
- Campeonato de España de Rallyes Todo Terreno CERTT 2017: 6º Clasificación general.

### 2018
- Rally Dakar de 2018, 38.ª en la clasificación general y 2ª en su categoría T1.S. Equipo DKR Raid service. Dorsal #354.
- Rally Terra da Auga: 13º Clasificación general; 2º Grupo N; 3º Evo Cup; 1º Clase 1.
- Baja Aragón/Spain: 32º Clasificación general; 2ª Piloto femenina.
- Rally TT Guadalajara: 9º Clasificación general; 5º CERTT; 5º categoría T1.

### 2019
- Rally Dakar de 2019, 26º Clasificación general; 23º categoría T1; 7º categoría T1.2.
- G-Series Credit Andorra : 2º clasificado. Circuito de hielo Pas de la Casa de Andorra.[24]
- Baja Aragón/Spain: 20º Clasificación general; 1ª Piloto femenina.

### 2020
- Rally Dakar de 2020, 42ª Clasificación general; 40.ª categoría T1;  7ª categoría T1.2.
- Rally Terra da Auga: 18.ª Clasificación general; 1ª Grupo N; 11.ª Clase 1.
- Andalucía Rally: 8ª Clasificación general.[25]
- Campeonato de España de Rally de Tierra: 36.ª Clasificación general.

### 2021
- Copa Mundial de Rally Cross-Country de la FIA (CCR): 1ª clasificación general absoluta categoría T3.[26][27]
- Copa de España de Rally de Tierra: 93.ª Clasificación general.
- Rally Dakar de 2021: victoria de la etapa 1. Primera mujer española que logra ganar una etapa y segunda en la historia del Rally Dakar.[28]
- Extreme E: Desert X Prix. Mejor tiempo en la fase de clasificación (+12 puntos), posición 3ª de la carrera (+18 puntos) y 2ª en la clasificación general (30 puntos acumulados).[29]
- X Rallye Tierras Altas de Lorca: Abandono en la primera etapa del Rally por una avería mecánica en su Ford Fiesta N5.
- Andalucía Rally (primera prueba de la Copa Mundial de Rally Cross-Country de la FIA): 1ª en categoría T3 (28,5 puntos) y 7ª de la clasificación general (6 puntos).[30]
- Extreme E: Ocean X Prix. Mejor tiempo en la fase de clasificación (+12 puntos) y posición 4ª de la carrera (+15 puntos). 2ª en la clasificación general del campeonato (57 puntos acumulados).[31]
- Rally Kazakhastan (segunda prueba de la Copa Mundial de Rally Cross-Country de la FIA): 1ª en categoría T3 (+29,5 puntos) y 6ª de la clasificación general (+8 puntos) de la FIA World Cup for Cross-Country Rally 2021.[32]
- Extreme E: Arctic X Prix. Mejor tiempo en la fase de clasificación (+12 puntos) y posición 4ª de la carrera (+15 puntos). 2ª en la clasificación general del campeonato (84 puntos acumulados).[33]
- Rally de Marruecos (cuarta prueba de la Copa Mundial de Rally Cross-Country de la FIA): 7ª en categoría T3 (+11,5 puntos).
- Extreme E: Island X Prix. Mejor tiempo en la fase de clasificación (+12 puntos) y posición 5ª de la carrera (+12 puntos). 2ª en la clasificación general del campeonato (108 puntos acumulados).
- Abu Dhabi Desert Challenge (quinta prueba de la Copa Mundial de Rally Cross-Country de la FIA): 2ª en categoría T3 (+21 puntos).
- Extreme E: Jurassic X Prix. Mejor tiempo en la fase de clasificación (+12 puntos) y posición 1ª de la carrera (+25 puntos). 2ª en la clasificación general final del campeonato (145 puntos acumulados).

### 2022
- Rally Dakar de 2022: 3ª clasificación general (2ª scratch en las etapas 6, 7, 9 y 10) y ganadora del Trofeo Femenino de la FIA en categoría T3.
- Extreme-E: Desert X Prix. Ganadores de la fase de clasificación (Qualifying) y 3º puesto en la final del prix (15 puntos).
- Abu Dhabi Desert Challenge 2022: 4° clasificación general FIA W2RC, 2º en categoría T3 y ganadora de la quinta etapa en T3.
- Extreme-E: Island X Prix I. Posición 3° en la fase de clasificación y 6º puesto en la final del prix (8 puntos).
- Extreme-E: Island X Prix II. Posición 2° en la fase de clasificación y 2º posición en la final del prix (18 puntos).
- Baja Aragón/Spain 2022: Posición 10° de la clasificación general FIA y 3º en categoría T3 FIA. Cross Country Baja World Cup.
- Extreme-E: Copper X Prix. Posición 2º en la fase de clasificación y 1º posición en la final del X-Prix.
- Rallye du Maroc 2022: 10° clasificación general FIA W2RC, 3° categoría T3 y ganadora de la cuarta etapa en T3.[34]
- Andalucía Rally 2022: Clasificación FIA 13°, clasificación categoría T3 5º.
- FIA World Rally-Raid Championship 2022: Clasificación general 8º (38  puntos), clasificación categoría T3 3º (167 puntos).[35][36]
- Extreme-E: Energy X Prix. Posición 3º del prix.
- Extreme-E 2022: Campeona de la temporada 2022 de la Extreme-E.

### 2023
- Rally Dakar de 2023: 4ª clasificación general T3, ganadora de las etapas prólogo y la etapa 14. 5ª clasificación FIA del World Rally Raid Championship 2023 (52 puntos).[37]

### 2024
- Rally Dakar de 2024: 1.º categoría Challenger, ganadora de la etapa maratón 48 horas y 16.º de la clasificación general coches.
- Abu Dhabi Desert Challenge: 1.º categoría Challenger, ganadora con vehículo Taurus T3 Max.

## Resultados

### Rally Dakar
| Año     | N.º  | Clase   | Categoría                             | Equipo                               | Vehículo                     | Copiloto              | Puesto final           | Puesto final categoría | Etapas ganadas |
| ------- | ---- | ------- | ------------------------------------- | ------------------------------------ | ---------------------------- | --------------------- | ---------------------- | ---------------------- | -------------- |
| 2017    | #360 | Coches  | T1.S vehículos 4x4 derivados de serie | Mitsubishi / DKR Raid Service        | Mitsubishi Montero           | Pedro López Chaves    | 44.º                   | 6.º                    | -              |
| 2018    | #354 | Coches  | T1.S vehículos 4x4 derivados de serie | Mitsubishi / DKR Raid Service        | Mitsubishi Montero           | Gabriel Moiset Ferrer | 38.º                   | 2.º                    | -              |
| 2019    | #351 | Coches  | T1.2 4x4 modificados diesel           | Mitsubishi / Sodicars Racing         | Mitsubishi Eclipse Cross DKR | Pablo Moreno Huete    | 26.º                   | 7.º                    | -              |
| 2020    | #336 | Coches  | T1.2 4x4 modificados diesel           | Mitsubishi / Sodicars Racing         | Mitsubishi Eclipse Cross DKR | Pablo Moreno Huete    | 42.º                   | 7.º                    | -              |
| 2021    | #387 | Ligeros | T3.1 Prototipos ligeros / Challenger  | Red Bull Off-Road Junior Team        | OT3-01 by Overdrive          | François Cazalet      | Abandono en la etapa 8 | Abandono en la etapa 8 | 3              |
| 2022    | #301 | Ligeros | T3.1 Prototipos ligeros / Challenger  | Red Bull Off-Road Team USA           | OT3-01 by Overdrive          | François Cazalet      | 3.º                    | 3.º                    | -              |
| 2023    | #302 | Ligeros | T3.1 Prototipos ligeros / Challenger  | Red Bull Can-Am Factory Team         | BRPCan-Am Maverick           | Pablo Moreno Huete    | 4.º                    | 4.º                    | 2              |
| 2024    | #306 | Ligeros | T3.1 Prototipos ligeros / Challenger  | Red Bull Off-Road JR Team USA by BFG | Taurus T3 Max                | Pablo Moreno Huete    | 1.º                    | 1.º                    | 1              |
| 2025    | #212 | Coches  | T1                                    | Red Bull The Dacia Sandriers         | Dacia Sandriers              | Pablo Moreno Huete    | 40.º                   | 29.º                   | -              |
| Fuente: |      |         |                                       |                                      |                              |                       |                        |                        |                |

### Copa Mundial de Rally Cross-Country de la FIA
| Año  | Categoría       | Vehículo | Posición | Puntaje | Victorias                  |
| ---- | --------------- | -------- | -------- | ------- | -------------------------- |
| 2021 | T3 / P. Ligeros | OT3      | 1.º      | 90.5    | 2 (Andalucía y Kazajistán) |

### Campeonato Mundial de Rally Raid (FIA)
| Año     | Clase | Categoría  | Vehículo | Posición | Puntaje | Victorias |
| ------- | ----- | ---------- | -------- | -------- | ------- | --------- |
| 2022    | T3    | Challenger | OT3      | 3.º      | 167     | -         |
| 2023    | T3    | Challenger | BRP      | 4.º      | 138     | -         |
| Fuente: |       |            |          |          |         |           |